# Equitazione ai Giochi della XX Olimpiade - Concorso completo a squadre
La competizione del concorso completo a squadre di equitazione dei Giochi della XX Olimpiade si è svolta nei giorni dal 29 agosto al 1º settembre 1972 al centro ippico di Riem, Monaco di Baviera.

## Classifica finale
La classifica finale era determinata sommando i punti dei migliori tre cavalieri di ogni nazione della prova individuale.
| Pos.    | Nazione          | Binomio                 | Binomio            | Risultato Individuale | Risultato Totale |
| Pos.    | Nazione          | Cavaliere               | Cavallo            | Risultato Individuale | Risultato Totale |
| ------- | ---------------- | ----------------------- | ------------------ | --------------------- | ---------------- |
| Oro     | Gran Bretagna    | Richard Meade           | Laurieston         | 57,73                 | 95,53            |
| Oro     | Gran Bretagna    | Mary Gordon-Watson      | Cornishman V       | 30,27                 | 95,53            |
| Oro     | Gran Bretagna    | Bridget Parker          | Cornish Gold       | 7,53                  | 95,53            |
| Oro     | Gran Bretagna    | Mark Phillips           | Great Ovation      | -134,33               | 95,53            |
| Argento | Stati Uniti      | Kevin Freeman           | Good Mixture       | 29,87                 | 10,81            |
| Argento | Stati Uniti      | Bruce Davidson          | Plain Sailing      | 24,47                 | 10,81            |
| Argento | Stati Uniti      | John Michael Plumb      | Free and Easy      | -43,53                | 10,81            |
| Argento | Stati Uniti      | Jimmy Wofford           | Kilkenny           | -99,83                | 10,81            |
| Bronzo  | Germania Ovest   | Harry Klugmann          | Christopher Robert | 8,00                  | -18,00           |
| Bronzo  | Germania Ovest   | Lutz Gössing            | Chikago            | -0,40                 | -18,00           |
| Bronzo  | Germania Ovest   | Karl Schultz            | Pisco              | -25,60                | -18,00           |
| Bronzo  | Germania Ovest   | Horst Karsten           | Sioux              | -                     | -18,00           |
| 4       | Australia        | Bill Roycroft           | Warrathoola        | 29,60                 | -27,86           |
| 4       | Australia        | Richard Sands           | Depeche            | 24,87                 | -27,86           |
| 4       | Australia        | Brian Schrapel          | Wakool             | -82,33                | -27,86           |
| 4       | Australia        | Clarke Roycroft         | Furtive            | -296,12               | -27,86           |
| 5       | Germania Est     | Rudolf Beerbohm         | Ingolf             | 3,80                  | -127,93          |
| 5       | Germania Est     | Jens Niehls             | Big-Ben            | -60,00                | -127,93          |
| 5       | Germania Est     | Joachim Brohmann        | Uranio             | -71,73                | -127,93          |
| 5       | Germania Est     | Helmut Gille            | Pflicht            | -74,20                | -127,93          |
| 6       | Svizzera         | Paul Hürlimann          | Grand Times        | -11,03                | -156,43          |
| 6       | Svizzera         | Tony Bühler             | Wukari             | -19,87                | -156,43          |
| 6       | Svizzera         | Alfred Schwarzenbach    | Big Boy            | -125,53               | -156,43          |
| 6       | Svizzera         | Max Hauri               | Red Baron          | -                     | -156,43          |
| 7       | Unione Sovietica | Sergey Mukhin           | Reifsteder         | -0,13                 | -190,06          |
| 7       | Unione Sovietica | Valentin Gorelkin       | Rok                | -34,93                | -190,06          |
| 7       | Unione Sovietica | Vladimir Lanyugin       | Zimar              | -155,00               | -190,06          |
| 7       | Unione Sovietica | Mamadzhan Ismailov      | Trest              | -                     | -190,06          |
| 8       | Italia           | Alessandro Argenton     | Woodland           | 43,33                 | -203,58          |
| 8       | Italia           | Dino Costantini         | Lord Jim           | -98,18                | -203,58          |
| 8       | Italia           | Mario Turner            | Forgotten Fred     | -148,73               | -203,58          |
| 8       | Italia           | Stefano Angioni         | Sauvage            | -                     | -203,58          |
| 9       | Irlanda          | Bill Buller             | Benka              | -56,13                | -219,41          |
| 9       | Irlanda          | Ronnie McMahon          | San Carlos         | -67,33                | -219,41          |
| 9       | Irlanda          | Patrick Connolly-Carew  | Tawney Port        | -95,95                | -219,41          |
| 9       | Irlanda          | Bill McLernon           | Ballingarry        | -                     | -219,41          |
| 10      | Polonia          | Jacek Wierzchowiecki    | Gniew              | -30,47                | -281,60          |
| 10      | Polonia          | Marek Małecki           | Signor             | -109,00               | -281,60          |
| 10      | Polonia          | Jan Skoczylas           | Wandal             | -142,13               | -281,60          |
| 10      | Polonia          | Wojciech Mickunas       | Tenor              | -                     | -281,60          |
| 11      | Francia          | Michel Robert           | Vandale            | -27,13                | -338,56          |
| 11      | Francia          | Armand Bigot            | Valseur D          | -133,80               | -338,56          |
| 11      | Francia          | Dominique Bentejac      | Trou Normand       | -177,63               | -338,56          |
| 11      | Francia          | François Fabius         | Ut Majeur          | -205,40               | -338,56          |
| 12      | Austria          | Ferdinand Croy          | Etruska            | -54,27                | -485,60          |
| 12      | Austria          | Friedrich Resch         | Felhos             | -172,80               | -485,60          |
| 12      | Austria          | Wolf-Dieter Rihs        | Wieland            | -258,53               | -485,60          |
| 12      | Austria          | Rüdiger Wassibauer      | Sans Peur          | -                     | -485,60          |
| -       | Argentina        | Gerardo Jáuregui        | Constanza          | -301,32               | -                |
| -       | Argentina        | José Eugenio Acosta     | Saxofón            | -                     | -                |
| -       | Argentina        | Carlos Alberto Alvarado | Rastreador         | -                     | -                |
| -       | Argentina        | Alejandro Guglielmi     | Aguilucho          | -                     | -                |
| -       | Bulgaria         | Yordan Ivanov           | Liberia            | -173,75               | -                |
| -       | Bulgaria         | Boris Stefanov          | Artek              | -                     | -                |
| -       | Bulgaria         | Gocho Milev             | Gondola            | -                     | -                |
| -       | Bulgaria         | Nikola Dimitrov         | Garona             | -                     | -                |
| -       | Ungheria         | István Szabácsy         | Adonisz            | -153,13               | -                |
| -       | Ungheria         | József Horváth          | Dariusz            | -                     | -                |
| -       | Ungheria         | József Varró            | Abasar             | -                     | -                |
| -       | Ungheria         | János Krizsán           | Dervis             | -                     | -                |
| -       | Messico          | Manuel Mendívil         | Polo               | -                     | -                |
| -       | Messico          | Maríano Bucio           | Tango              | -                     | -                |
| -       | Messico          | Ramón Mejía             | Varello            | -                     | -                |
| -       | Messico          | David Bárcena           | Kornbrand          | -                     | -                |
| -       | Paesi Bassi      | Piet van der Schans     | Eminent            | -309,13               | -                |
| -       | Paesi Bassi      | Eddy Stibbe             | Autumn Flash       | -                     | -                |
| -       | Paesi Bassi      | Hans Brugman            | Alfie              | -                     | -                |
| -       | Paesi Bassi      | Maarten Jurgens         | Tamerlane          | -                     | -                |
| -       | Canada           | Jim Henry               | Harper             | -124,67               | -                |
| -       | Canada           | Wendy Irving            | High Wind          | -248,60               | -                |
| -       | Canada           | Robin Hahn              | Lord Jim           | -                     | -                |
| -       | Canada           | Clint Banbury           | Paladin            | -                     | -                |